# Cimoliasauridae
De Cimoliasauridae zijn een groep Plesiosauria.
In 1959 benoemde Justin Delair een familie Cimoliasauridae voor Cimoliasaurus.
Een klade Cimoliasauridae werd gedefinieerd door Frank Robin O'Keefe als de groep bestaande uit de laatste gemeenschappelijke voorouder van Morturneria en Kimmerosaurus; en al zijn afstammelingen.
O'Keefe gaf enkele onderscheidende kenmerken. De snuit is lang zonder insnoering en hoepelvormig. De processus paroccipitalis raakt alleen het squamosum. De tanden zijn zeer klein en naaldvormig. Het aantal premaxillaire tanden bedraagt zeven of meer. Het aantal maxillaire tanden bedraagt veel meer dan dertig.
Omdat Cimoliasaurus vaak uitvalt in de Elasmosauridae, is de familie Cimoliasauridae volgens de nomenclatuur daarvan dan een jonger synoniem. Als kladeconcept kan het begrip echter nog gebruikt worden.